# Čchen Fej
Čchen Fej (čínsky pchin-jinem Chén Fēi, znaky 陳飛; * 30. října 1990 Tchien-ťin) je čínská zápasnice – judistka.

## Sportovní kariéra
S judem začínala ve 12 letech v Tchien-ťin. Připravuje se pod vedením trenérky Wu Wej-feng. V čínské ženské reprezentaci se pohybovala od roku 2009 ve střední váze do 70 kg. V roce 2012 se kvalifikovala na olympijské hry v Londýně. V prvních dvou kolech přeprala své soupeřky v boji na zemi a ve čtvrtfinále narazila na Japonsku Haruku Tačimotovou. Od úvodních minut na svou soupeřku nestačila a minutu před koncem prohrávala na body (dvě juka). V závěrečné minutě se však ukázala její lepší fyzická kondice a unavenou Japonku dvakrát hodila technikou goši-guruma na juko a vyrovnala bodové skóre. V prodloužení předvedla větší aktivitu a po hantei (praporky) postoupila do semifinále proti Němce Kerstin Thieleové. Od úvodních minut se snažila vést boj na zemi, ale Němka v tomto směru prokázala velmi dobrou obranu. V postoji jí Němka rovněž k ničemu nepustila, navíc dvacet sekund před koncem prodloužení nezachytila Thielové kombinaci s útokem na nohy a upadla na zem. Rozhodčí techniku soupeřky nebodoval, ale při následném hantei zvedl se svými kolegy praporky proti ní. V boji o třetí místo nestačila na Kolumbijku Yuri Alvearovou a obsadila dělené 5. místo. V další olympijské kvalifikaci se jí přestalo výsledkově dařit a na olympijské hry v Riu v roce 2016 se nekvalifikovala.

### Vítězství
- 2011 – 2x světový pohár (Düsseldorf, Čching-tao)
- 2012 – 2x světový pohár (Budapešť, Čching-tao)
- 2013 – 2x světový pohár (Port Louis, Čching-tao)

## Výsledky
| Turnaj            | 2010         | 2011         | 2012         | 2013         | 2014         | 2015         | 2016         |
| Turnaj            | 20           | 21           | 22           | 23           | 24           | 25           | 26           |
| Turnaj            | střední váha | střední váha | střední váha | střední váha | střední váha | střední váha | střední váha |
| ----------------- | ------------ | ------------ | ------------ | ------------ | ------------ | ------------ | ------------ |
| Olympijské hry    |              |              | 5.           |              |              |              | —            |
| Mistrovství světa | úč.          | úč.          |              | —            | —            | úč.          |              |
| Asijské hry       | 3.           |              |              |              | 3.           |              |              |
| Mistrovství Asie  |              | 3.           | 5.           | —            |              | —            | 5.           |